# Sedan (Frankrig)
 For alternative betydninger, se Sedan. (Se også artikler, som begynder med Sedan)
Sedan er en by i Frankrig. Den har 20.000 indbyggere og ligger i regionen Champagne-Ardenne.
- Wikimedia Commons har flere filer relateret til Sedan

49°42′07″N 4°56′25″Ø / 49.7019°N 4.9403°Ø